# Nate Hartley
Nathan Daniel "Nate" Hartley (ur. 17 stycznia 1992 w Revenna, Ohio, USA) – amerykański aktor.

## Życiorys
Hartley zaczął swoją karierę w roku 2006 od roli gościnnej w The Bernie Mac Show jako Samuel. Karierę kontynuował w 2007 w Nieidealna w 2 odcinkach jako Mitch. W 2008 postanowił zagrać Teenage Kida w The Great Buck Howard. Jego pierwszą rolą główną było w Drillbit Taylor jako Wade. W 2008 zareklamował w 2 reklamach krajowych. W Disney Channel zagrał w Hannah Montana jako Aaron, kolega Miley z którym poszła na bal maturalny, oraz Jonas jako Carl Schuster, kolega Joe z młodych lat. Później zagrał na Disney XD w Zeke i Luther w roli drugoplanowej jako Ozzie. Zagrał również w ICarly jako Jeb.

## Filmografia
- 2006 The Bernie Mac Show jako Samuel
- 2007 Nieidealna jako Mitch
- 2008 ICarly jako Jeb
- 2008 The Great Buck Howard jako Teenage Kid
- 2008 Drillbit Taylor: Ochroniarz amator jako Wade
- 2008 Wyrolowani jako Mike
- 2009–2012 Zeke i Luther jako Ozzie
- 2009 Hannah Montana jako Aaron
- 2010 Dirty Girl jako Charlie
- 2010 The Space Between jako Bobby
- 2011 CSI: Kryminalne zagadki Las Vegas jako Brian Lister